# Païssy Velitchkovsky
 (juillet 2019).
Si vous disposez d'ouvrages ou d'articles de référence ou si vous connaissez des sites web de qualité traitant du thème abordé ici, merci de compléter l'article en donnant les références utiles à sa vérifiabilité et en les liant à la section « Notes et références ».
Saint Païssy Velitchkovsky, né à Poltava le 21 décembre 1722 et décédé au monastère de Neamț le 15 novembre 1794, a été le chef spirituel d'une communauté. Il a joué un rôle important dans l'histoire de l'Église orthodoxe slave.

## Biographie
Païssy Velitchkovsky est fils de prêtre et membre d'une famille nombreuse. Il montre des dispositions pour les études et on l'envoie à l'académie Mohyla de Kiev de 1735 à 1739. Mais il est déçu par l'enseignement qu'il y reçoit et renonce à cette école au bout de quatre années. Il séjourne dans plusieurs monastères à la recherche d'un père spirituel et reçoit le rasson avec le nom de Platon. Finalement, il gagne les Principautés roumaines où de nombreux moines russes et ukrainiens s'étaient réfugiés pour fuir les persécutions antimonastiques du tsar Pierre le Grand. Il y reçoit un enseignement conforme à ce qu'il désirait, mais doit fuir parce qu'on voulait l'ordonner prêtre sans attendre qu'il ait atteint l'âge de trente ans, prescrit par les canons (concile in Trullo de 691-692).
Il se rend alors en 1746 à la Sainte Montagne (Mont Athos) et vit dans la solitude près du monastère de Pantocrator. Pendant quatre ans, il doit faire face à la pauvreté et au découragement. Il rencontre alors un ancien qu'il avait connu en Moldo-Valachie qui lui donne la tonsure et le nom de Païssy (Païssios) en 1750.
Païssy ne vit plus seul, il est entouré de frères qu'il refuse tout d'abord de considérer comme des disciples. Mais, devant leurs prières instantes, il doit accepter la prêtrise (en 1758) et la paternité spirituelle de sa petite communauté qui commence à grandir. Elle doit en effet venir s'installer à la skite du prophète Élie, non loin de Pantocrator. La communauté cherche à redonner vie au monastère de Simonopetra. Mais l'administration turque n'est pas bienveillante et la communauté décide en 1763 de quitter l'Athos et d'aller s'installer en Roumanie.
Bien accueillie en Moldavie par l'évêque et le despote, la communauté s'installe à Dragomirna et s'adonne à la prière selon les enseignements de la tradition athonite et hésychaste. C'est la première fois qu'une communauté cénobitique importante s'organise pour pratiquer ce type de prière qui fut imitée par de nombreux monastères orthodoxes aux XIXe et XXe siècles.
La communauté faite de moines slaves et roumains utilise deux langues dans les célébrations, dans les enseignements spirituels et dans toutes les occasions de la vie communautaire. Elle se consacre non seulement à l'étude mais aussi à la traduction du grec en russe des différents textes de la tradition monastique et en particulier de la philocalie.
Païssy doit déplacer sa communauté de Dragomirna à Sékou en 1774 et se scinder en deux pour s'installer partiellement au monastère de Neamţ en 1779. Il y a vite sept cents moines à Neamț et trois cents à Sékou. En 1793, Païssy fait paraître la première traduction de la Philocalie en langue slave, dix ans après l'édition grecque de Macaire de Corinthe et de Nicodème l'Hagiorite.
La philocalie russe a une grande postérité spirituelle illustrée en particulier par les startsy d'Optina.